# Pedro García Barreno
Pedro García Barreno (Madrid, 23 d'octubre de 1943) és un metge especialista en cirurgia, investigador i assagista espanyol. Va ser director de l'Hospital General Universitari Gregorio Marañón de Madrid.
És catedràtic de Fisiopatologia i Propedèutica Quirúrgiques en la Universitat Complutense de Madrid. També és membre de la Reial Acadèmia de Ciències Exactes, Físiques i Naturals, i de la Reial Acadèmia Espanyola, on ocupa la butaca "a" minúscula.

## Biografia
García Barrrno va desenvolupar la major part de la seva formació mèdica fos de la facultat. Després de discrepàncies amb el seu professor d'Anatomia, a partir del segon curs aprèn Medicina en l'Hospital Provincial de Madrid, on és acadèmicament adoptat per Amador Schüller. Més tard, s'especialitza en Cirurgia instruït per Pedro Gómez Hernández. Completa la seva formació a Anglaterra.
Als 28 anys acudeix al primer curs de Biologia Molecular de la Universitat Complutense de Madrid, que li causa gran impacte. Al cap de poc, marxa a Detroit (Estats Units) on roman dos anys practicant cirurgia i tractant pacients en estat de xoc. També fa recerca clínica sobre el xoc. De tornada a Madrid, torna a interessar-se per la Biologia Molecular, i forma part de l'equip d'Ángel Martín Municio en el Departament de Bioquímica de la Facultat de Ciències, compaginant aquesta activitat amb la seva labor de metge.
Més tard és nomenat sotsdirector de recerca de l'Hospital General de Madrid. En aquesta època també forma part, juntament amb Ángel Martín Municio, del comitè responsable d'afrontar la síndrome tòxica. Finalment és nomenat director de l'Hospital Gregorio Marañón. El 1983 fou nomenat acadèmic de la Reial Acadèmia de Ciències Exactes, Físiques i Naturals.
El 2 de març de 2006 és triat membre de la Reial Acadèmia Espanyola, prenent possessió de la butaca "a" minúscula el 29 d'octubre de 2006.

## Obres literàries
L'obra de García Barreno es compon principalment de literatura de divulgació científica.
- Medicina Virtual
- La Ciencia en tus manos
- Canibalismo y vacas locas
- Horizontes culturales: Las fronteras de la ciencia
- 50 años de ADN: La doble hélice
- Introducción al estudio de la Medicina Experimental: Claude Bernard
- 50 años de ADN
- De pócimas y chips
- El legado de Hipócrates

## Premis
- Premio Comtessa de Fenosa de Recerca Quirúrgica
- Premi Empresarial a la Innovació (2004)[3]